# ブエノスアイレスの四季
ブエノスアイレスの四季（西:Cuatro Estaciones Porteñas、Estaciones Porteñas、英:The Four Seasons of Buenos Aires）は、アストル・ピアソラによって作曲された合計四曲のタンゴ作品群である。元来は組曲としてではなく、それぞれ独立した作品として構想・作曲されたが、ピアソラ自身は時折それらをまとめて演奏した。
編成はヴァイオリン（ヴィオラ）、ピアノ、エレキギター、コントラバス、バンドネオンの五重奏である。ブエノスアイレス出身者を指す形容詞「ポルテーニョ（西: Porteñas）」を用いており、アルゼンチンの首都ブエノスアイレスの四季を鮮明に描写している。ピアソラ自身が「ブエノスアイレスの四季」に与えた演奏順序は、オトーニョ（Otoño、秋）、インビエルノ（Invierno、冬）、プリマベーラ（Primavera、春）、ベラーノ（Verano、夏）であり、ヴィヴァルディの四季と異なる。

## 構成
1. Verano Porteño （ブエノスアイレスの夏）
1965作曲。[1] Alberto Rodríguez Muñoz 作の演劇「黄金の髪（英語: Melenita de oro）」の付随音楽とする予定だった [2]。
2. Invierno Porteño （ブエノスアイレスの冬） 
1969年作曲。
3. Primavera Porteña (ブエノスアイレスの春) 
1969年初演[3]、対位法が使われている。
4. Otoño Porteño (ブエノスアイレスの秋) 
1969年初演[3]。

## デシャトニコフによる編曲
1996年から1998年にかけて、ロシアの作曲家レオニード・デシャトニコフは、上記の4つの作品を新たに編曲し、ピアソラの『四季』とヴィヴァルディの『四季』を明確に関連付けた。具体的には、ピアソラの各楽章を3つの部分に分割し、ソロヴァイオリンと弦楽オーケストラのための作品としてそれぞれ編曲した。
各楽章において、デシャトニコフはヴィヴァルディ作『四季』からの引用をいくつか散りばめた。例として、デシャトニコフは南半球と北半球との季節の逆転をヴィヴァルディの引用箇所の配置に反映させている。例えば、『ブエノスアイレスの夏 (Verano Porteño)』には、ヴィヴァルディの『冬 (L'inverno)』の要素が加えられている。